# Betty Heukels

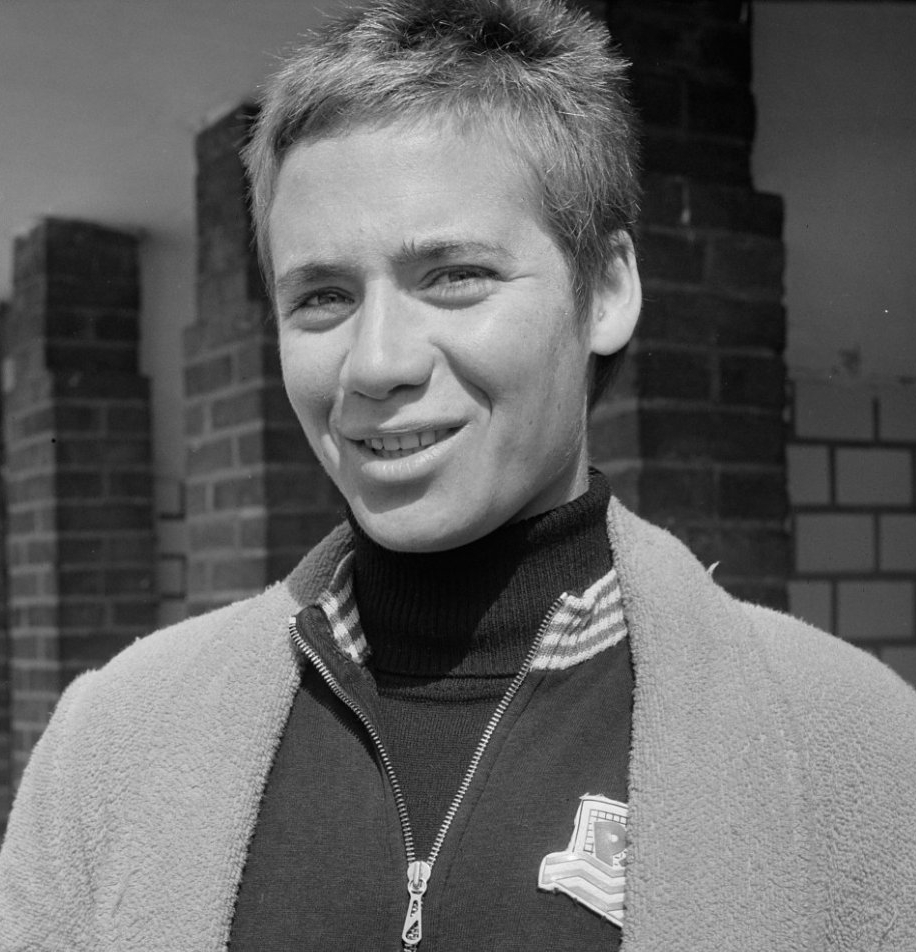
Betty Heukels (1964)

Elisabeth „Betty“ Anna Heukels, nach Heirat Betty Wouda (* 25. Februar 1942 in Rotterdam), ist eine ehemalige niederländische Schwimmerin. Sie gewann eine Goldmedaille bei Europameisterschaften.

## Sportliche Karriere
Die 1,71 Meter große Betty Heukels schwamm für den PSV Eindhoven. 1961 war sie niederländische Meisterin über 200 Meter Brust. Bei den Europameisterschaften 1962 in Leipzig belegte sie auf dieser Strecke den vierten Platz mit fast einer Sekunde Rückstand auf die drittplatzierte Ursula Küper aus der DDR.
Von 1964 bis 1967 gewann Heukels viermal den Meistertitel über 400 Meter Lagen, 1967 siegte sie auch über 200 Meter Lagen. Bei den Olympischen Spielen 1964 in Tokio erreichte sie das Finale über 400 Meter Lagen und wurde als zweitbeste Europäerin insgesamt Sechste. Zwei Jahre später bei den Europameisterschaften 1966 in Utrecht siegte sie über 400 Meter Lagen mit einer Sekunde Vorsprung vor Heidi Pechstein. Heukels stellte dabei mit 5:25,0 Minuten einen neuen Europarekord auf.
Betty Heukels heiratete den Wasserballspieler Hans Wouda, der zweimal an Olympischen Spielen teilnahm.